# На гости на третата планета
„На гости на третата планета“ (на английски: 3rd Rock from the Sun) е американска ситуационна комедия, излъчвана от 1996 до 2001 г. по NBC. Сериалът е за извънземни, които са на експедиция на Земята, която те смятат за най-маловажната планета, и затова я наричат „третата скала от Слънцето“ (Earth is the third rock from the Sun). Извънземните се преструват на човешко семейство с цел да наблюдават поведението на хората.

## Теми и действие
„Както множество интелигентни хора вече знаят, извънземните са навсякъде около нас. Това е история за група от четирима такива изследователи. За да се смесят с хората, те приемат човешка форма. Начело е командирът (Дик Соломон), който е подготвил елитен тим от експерти: декорираният военен офицер (Сали Соломон), разположеният в подходяща възраст специалист по разузнаването (Томи Соломон) и, добре, те имаха и едно допълнително място (Хари Соломон).“

Става дума за извънземна изследователска експедиция, като информацията, с която разполагат за хората при пристигането си тук, е меко казано оскъдна. Всъщност за тях човеците са нещо като вредни паразити, а нашата планета за тях е просто третата скала откъм Слънцето. За да могат да се впишат сред нас без да се забелязва, че са извънземни, те приемат човешка обвивка и се преструват, че са хора… доколкото това им се удава!
Върховният командир Дик (Джон Литгоу) е събрал елитен отбор от „експерти“ (всъщност извънземните са всичко друго, но не и експерти, но това е друга тема): военен (Сали), психолог (Томи) и Хари. Трудно е да се определи в каква област той е специалист… просто защото такава няма!
Бандата на Дик ще трябва да преодолее огромни трудности при внедряването и социализацията си под прикритие. Резултатът – те вършват купища щуротии в опитите си да бъдат като нормалните хора.
На един по-късен етап усилията им все пак се увенчават с успех. Но в този момент мисията им минава на заден план... защото се оказва, че да си човек не е чак толкова лошо!

## Награди
Поредицата има 2 награди Златен глобус и 8 награди Еми и още над 15 награди в най-разнообразни категории.

## „На гости на третата планета“ в България
В България сериалът за първи път е излъчван по Нова телевизия през 2000 г. В дублажа участва Янко Лозанов в ролята на Дик Соломон.
По-късно е излъчен целият по GTV през юли 2007 г. с нов дублаж. Повтарян е по bTV Comedy на 8 март до 17 юни 2010 г. и започва наново на 8 юли 2019 г. Дублажът е на студио GTV. Ролите се озвучават от артистите Даринка Митова, Живка Донева, Кристиян Фоков, Мирослав Цветанов и Георги Стоянов.
На 12 април 2013 г. започва повторно по Диема и дублажът е записан наново. Шести сезон завършва на 11 декември 2014 г. Ролите се озвучават от артистите Петя Миладинова, Силвия Русинова, Стефан Сърчаджиев-Съра, Силви Стоицов и Александър Воронов.